# Bandera de Winnipeg
La actual bandera de Winnipeg, Manitoba, Canadá, fue adoptada el 1 de octubre de 1975. En el centro se encuentra el escudo de la ciudad, con el azul de la parte superior izquierda, y el amarillo de la parte inferior derecha. El azul representa el cielo azul claro de Winnipeg, y el oro un campo de trigo, de la ciudad original de la actividad económica principal.
El diseño azul y amarillo, fue adoptado como los colores oficiales para la celebración del centenario de la ciudad en 1975. Su proporción es de 1:2.

## Logotipo de la bandera
El logotipo de la bandera fue adoptado el 18 de enero de 2001, la intención de captar la diversidad, la energía y el espíritu de la ciudad. Está destinado a ser utilizado junto con el escudo.